# Râul Pietrele, Sibișel
Râul Pietrele este un curs de apă, unul din cele două brațe care formează râul Sibișel. 

## Hărți
- Harta Munților Retezat  Arhivat în 10 iulie 2012, la Wayback Machine.
- Harta județului Hunedoara